# Artur Jędrzejczyk
Artur Martin Jędrzejczyk, född 4 november 1987 i Dębica, är en polsk fotbollsspelare som spelar för Legia Warszawa och Polens fotbollslandslag. Han var uttagen i Polens trupp vid fotbolls-EM 2016. 